# Jette Sandahl
Jette Sandahl. född 1949, är en dansk museiperson.
Jette Sandahl har studerat psykologi och historia vid Århus universitet, där hon sedan undervisade i psykologi. Hon var den första chefen för  Kvindemuseet i Danmark i Århus. Mellan 1996 och 2000 var hon utställningschef på Danmarks nationalmuseum. Hon var den första chefen för Världskulturmuseet i Göteborg mars 2001–2006. Hon var därefter anställd på Museum of New Zealand Te Papa Tongarewa i Wellington i Nya Zeeland. Åren 2008–2014 var hon chef för kommunala Københavns Museum.